# Oldemiro Balói

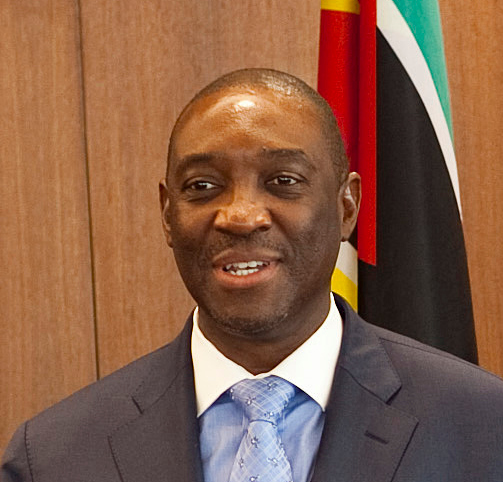
Oldemiro Balói (2009)

Oldemiro Júlio Marques Balói (* 9. April 1955 in Lourenço Marques, Portugiesisch-Ostafrika; † 12. April 2021 in Johannesburg, Südafrika) war ein mosambikanischer Wirtschaftswissenschaftler und Politiker (FRELIMO). Seit 2008 hatte er das Amt des Außenministers der Republik Mosambik inne, sowohl unter den Präsidenten Guebuza wie Nyusi. Im Dezember 2017 wurde Balói durch Staatspräsident Nyusi entlassen.

## Leben

### Ausbildung
Oldeimo Balói wurde am 9. April 1955 in Lourenço Marques (heute Maputo) geboren. Dort besuchte er sowohl die Grundschule wie auch die Oberschule Liceu António Enes (heute Liceu Francisco Manyanga), die er 1975 abschloss. Daraufhin studierte er Wirtschaftswissenschaften an der Universidade Eduardo Mondlane, seinen Master im gleichen Studiengang schloss er 1994 an der University of London ab.

### Aufstieg zum Minister
Joaquim Chissano berief Balói 1990 zum stellvertretenden Minister für internationale Zusammenarbeit. 1994 wechselte er, ebenfalls unter Chissano, als leitender Minister  zum Ministerium für Industrie, Handel und Tourismus. Dieses Amt hatte er bis 1999 inne. 1999 wechselte er ins Direktorium der privatisierten Bank Banco Internacional de Moçambique, der späteren Millennium bim.

### Wechsel ins Außenministerium

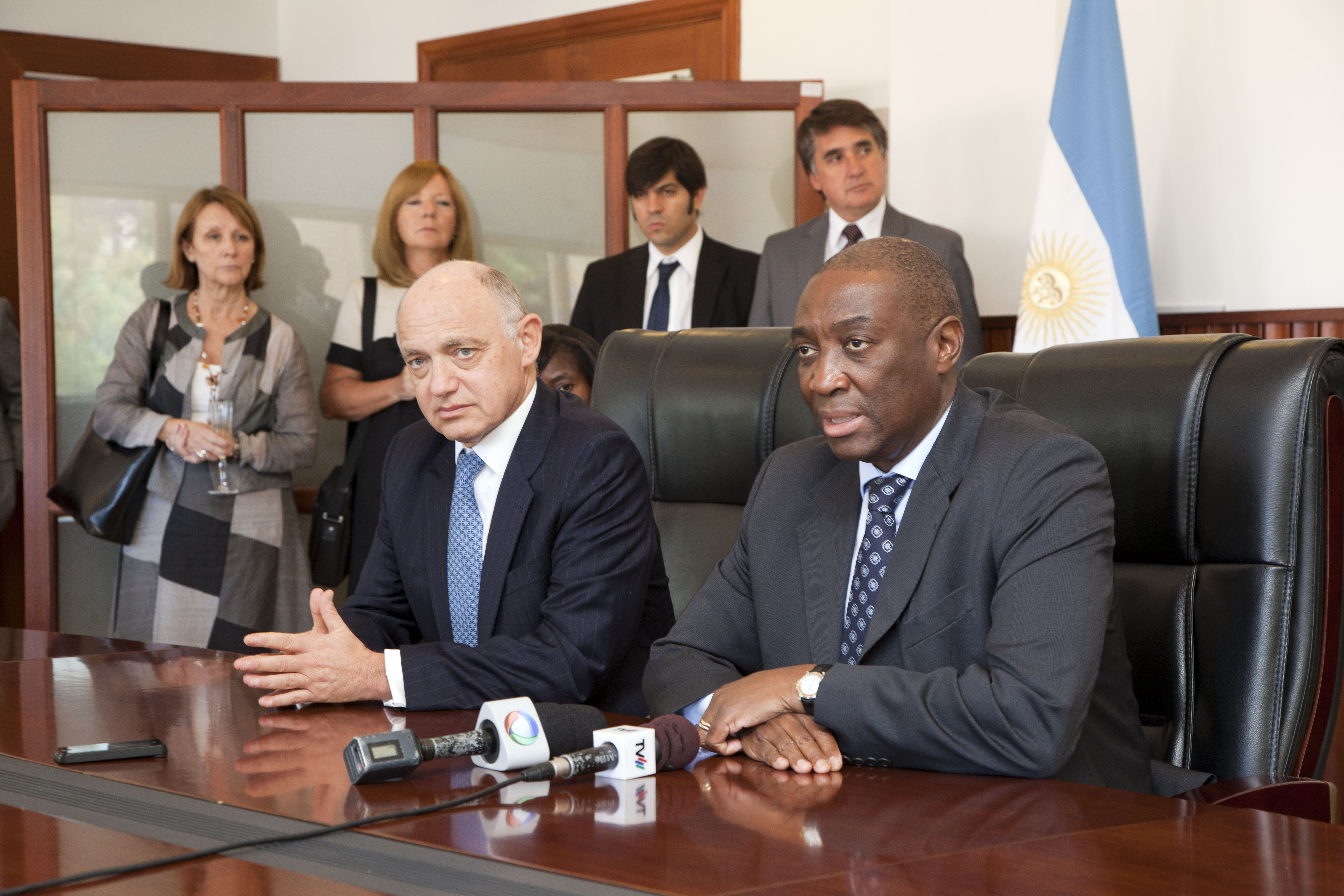
Oldemiro Balói (r.) mit seinem argentinischen Amtskollegen Héctor Timerman (2012).

Am 10. März 2008 wurde er von Präsident Armando Guebuza im Rahmen einer Kabinettsumbildung als Nachfolger von Alcinda Abreu zum Minister für Auswärtige Angelegenheiten und Kooperation ernannt. In seiner Funktion als Außenminister hielt er im September 2009 eine Rede vor der Generalversammlung der Vereinten Nationen in New York.
Das Amt des Außenministers behielt er auch unter der neuen Regierung von Präsident Filipe Nyusi (Kabinett Nyusi I). Im Rahmen einer Kabinettsumbildung im Dezember 2017 entließ Präsident Nyusi Oldemiro Balói und ernannte José Pachecho zum Nachfolger.

### Privates und Tod
Balói war verheiratet und hatte zwei Kinder. Er war Anhänger des presbyterianischen Glaubens.
Er starb drei Tage nach Vollendung seines 66. Lebensjahres in einem Krankenhaus im südafrikanischen Johannesburg, wo er seit dem 22. Februar 2021 stationär behandelt worden war.